# Shallowater (Texas)
Shallowater es una ciudad ubicada en el condado de Lubbock en el estado estadounidense de Texas. En el Censo de 2010 tenía una población de 2484 habitantes y una densidad poblacional de 619,56 personas por km².

## Geografía
Shallowater se encuentra ubicada en las coordenadas 33°41′24″N 101°59′21″O / 33.69000, -101.98917. Según la Oficina del Censo de los Estados Unidos, Shallowater tiene una superficie total de 4.01 km², de la cual 4 km² corresponden a tierra firme y (0.19%) 0.01 km² es agua.

## Demografía
Según el censo de 2010, había 2484 personas residiendo en Shallowater. La densidad de población era de 619,56 hab./km². De los 2484 habitantes, Shallowater estaba compuesto por el 90.54% blancos, el 0.6% eran afroamericanos, el 0.44% eran amerindios, el 0.16% eran asiáticos, el 0% eran isleños del Pacífico, el 6.84% eran de otras razas y el 1.41% pertenecían a dos o más razas. Del total de la población el 20.81% eran hispanos o latinos de cualquier raza.